# ظلیم

{{Starbox image
 
ظَلیم (تتا جوی) ستاره‌ای در صورت فلکی جوی (نهر) است.
برخی منابع نام ظلیم را برای آخرالنهر (آلفا جوی) هم به‌کار برده‌اند. (نگا.: لغت‌نامهٔ دهخدا، سرواژهٔ ظلیم).